# Amt Schladen
Das Amt Schladen war ein historisches Verwaltungsgebiet des Hochstifts Hildesheim bzw. des Königreichs Hannover.

## Geschichte
Das Amt Schladen geht auf die gleichnamige stiftshildesheimische Burg nordöstlich von Goslar zurück. Sein Sprengel umfasste außer dem Amtssitz nur fünf Gemeinden. Im 17. und 18. Jahrhundert war es zeitweilig an die Familie Schorlemer verpachtet. Nach der preußischen (ab 1802) und französisch-westphälischen Herrschaft (ab 1807) wurde es 1815 restituiert und um die Gerechtsame der Klöster Dorstadt und Heiningen erweitert, während der Ort Ohlendorf aus dem Amtsbereich ausschied. 1831 wurde das Amt mit dem Amt Vienenburg zum neuen Amt Wöltingerode vereinigt.

## Gemeinden
Die folgende Tabelle listet alle Gemeinden, die dem Amt Schladen bis 1802 angehört haben und ihre Gemeindezugehörigkeit heute. In Spalte 2 ist die Anzahl aller Haushalte im Jahre 1760 verzeichnet, und zwar Freie Häuser, Vollhöfe, Halbspännerhöfe, Viertelspännerhöfe, Großköthnerhöfe, Kleinköthnerhöfe und Brinksitzer zusammengenommen (im Original jeweils einzeln aufgeführt). In Spalte 3 ist zum Vergleich die Einwohnerzahl im Jahr 1910 verzeichnet, in Spalte 4 die heutige Gemeindezugehörigkeit.
| Altgemeinde  | Haushalte | 1910  | heute                 | Anmerkung                  |
| ------------ | --------- | ----- | --------------------- | -------------------------- |
| Burgdorf     | 73        | 819   | Schladen-Werla        | seit 1958: Werlaburgdorf   |
| Gielde       | 56        | 602   | Schladen-Werla        |                            |
| Neuenkirchen | 33        | 226   | Liebenburg            | im Original: Nienkerken    |
| Ohlendorf    | 36        | 476   | Salzgitter            | nördlich gelegene Exklave  |
| Ohrum        | 30        | 509   | Samtgemeinde Oderwald | nördlich gelegene Exklave  |
| Schladen     | 110       | 2.592 | Schladen-Werla        | mit Schäferei und Amtshaus |

## Drosten und Amtmänner

### Drosten
- 1629/34: Gottfried Heister
- 1636/43: Engelhard Joachim von Rintorff
- 1689–1709: Franz Wilhelm von Schorlemer
- 1715–1766: Werner von Schorlemer
- 1768–1802: Theodor Werner von Bocholtz

### Amtmänner
- 1630–1631: Heinrich Körner
- 1636/42: Jakob Bucholtz
- 1642–1643: Gottfried Heister
- 1643–1644: Ernst Schnur
- 1644–1667: Christian Kessel
- 1667–1675: Bernhard Thomas
- 1676–1711: Johann Suitbert Schöler
- 1711–1749: Josef Ludwig Busch
- 1749–1782: Franz Arnold Ludwig Busch
- 1782–1792: Gottlob Friedrich Klenze
- 1793–1800: Franz Ferdinand Wippern

- 1815–1816: Wiesen, 1. Beamter (interimistisch)
- 1816–1818: Benedix von der Decken, Drost
- 1819–1820: Joseph Graem, Vertreter des 1. Beamten
- 1820–1831: Johann Otto Friedrich Wilhelm Meister, Amtsassessor, ab 1828 Amtmann